# Repostería de Marruecos

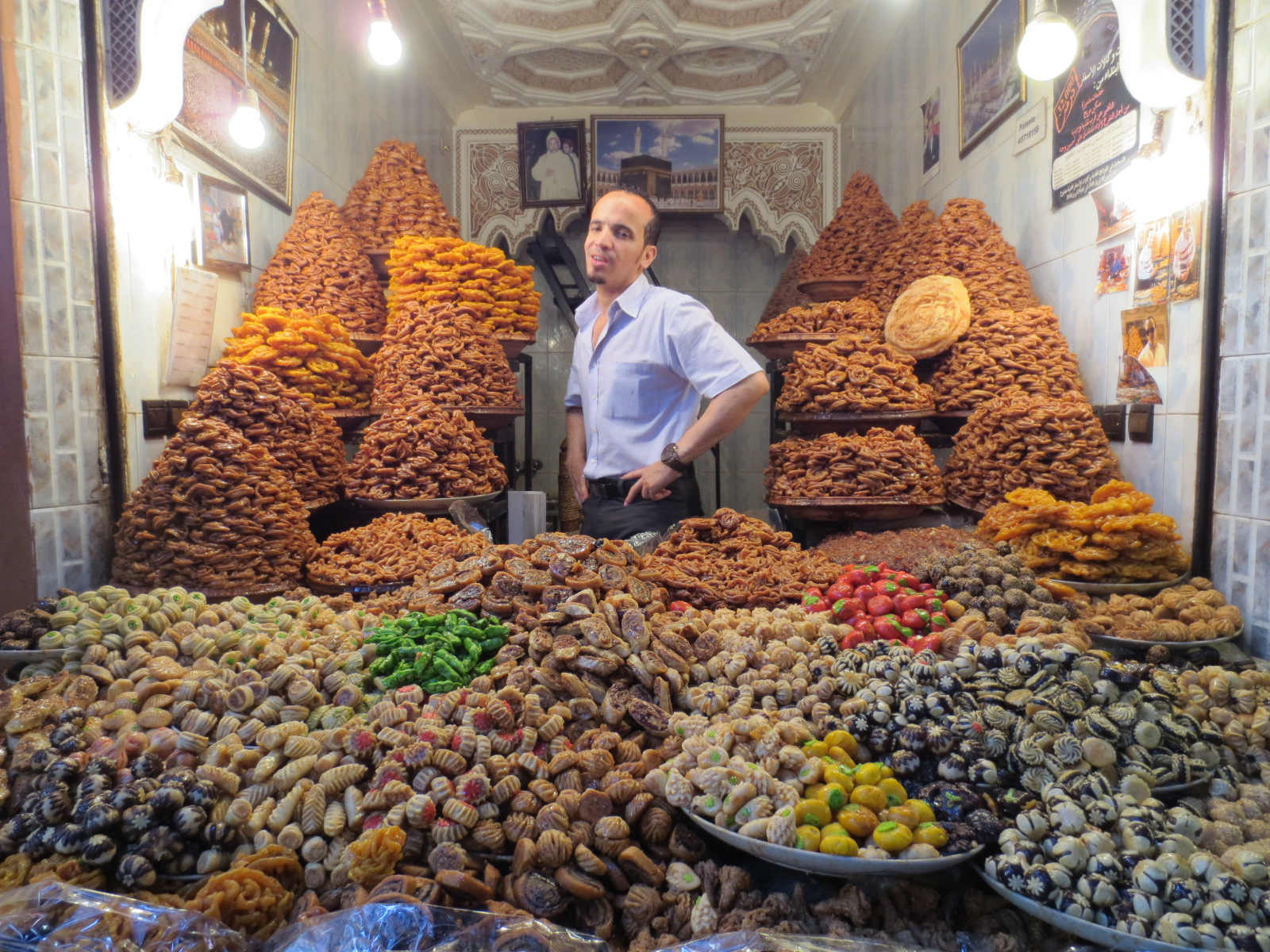
Venta de dulces en un zoco de Marrákesh.

Marruecos cuenta con una gran tradición repostera. La repostería marroquí es reconocida y se puede encontrar en todo el país, acompañando un té atay o un café. Sin embargo la repostería marroquí alcanza todo su esplendor en los eventos especiales, como bodas y fiestas religiosas. Durante el Ramadán, las amas de casa en Marruecos cocinan shbaquías, baklavas, makruds, cuernos de gacela o sel-lu. en abundancia, para luego regalarlo a los seres queridos y comerlo en el iftar. 
Algunos ingredientes típicos en la repostería de este país son la miel, la sémola, la harina, las almendras, y por supuesto, el azúcar.

## Dulces y postres
- Baghrir (بغرير)
- Baklava (بقلاوة)
- Basbusa (بسبوسة) es un pastelito de sémola regada con almíbar, aromatizada con agua de azahar y decorada con almendras.
- Bastela (بسطيلة) o ktefa, una masa filo que puede ser salada o dulce, o ambas (por ejemplo, pollo y azúcar glass)
- Beshkito (بشكيطو)
- Blighat (بليغات), unos dulces parecidos a la bushnija y shebaquía, muy típicos todos de ramadán, pero las blighat tienen forma de blighat (zuecos marroquíes) y se suele rellenar con una almendra en el centro del dulce.
- Breuat (بريوات)
- Briuat luz (بريوات اللوز 'breuat de almendras'), pastelitos con forma triangular, hechos de masa filo rellenos de una mezcla dulce de almendras, cacahuetes, canela, etc. bañados en miel.
- Bushnija (بوشنيخة fr. bouchnikha), una galleta en forma de tiras o hilos, elaborada con una masa de harina, levadura, leche y mantequilla, aromatizada con anís verde (habbet hlawa) y agua de azahar, y sésamo. Se fríe y se baña en miel.
- Bushiar (بوشيار fr. bouchiar) o goress es un pan plano, dulce y esponjoso (similar a un panqueque)[3] que se hace en la sartén y se acompaña con té marroquí, miel y aceite.
- Cuernos de gacela o ka'ab al-gazal (كعب الغزال)
- Feqqas (فقاص), rebanadas dulces y crocantes similar al carquiñol.
- Ghoriba (غريبة)
- Halwa rjama (حلوة الرخامة 'dulce marmoleado') o rkhama, pastelitos de cacahuetes tostados y molidos, a veces miel o leche condensada, aromatizado con canela y agua de azahar. Todo ello se recubre con chocolate blanco y negro, decorado al estilo rjama ('veteado, marmoleado').
- Harcha es una tortita hecha de sémola,agua,piel de limón... se hace en la sartén y se le suele untar queso o miel.
- Ka'ak o kaâk (كعك), rosquilla redonda hecha de harina, anís, azúcar... y decorada con sésamo.
- Kadaif o kanafe (كنافة), una tarta de fideos kadaif y queso.
- Makrud (مقروض), pastelitos de dátil y sémola, freídos y cubiertos de miel.
- Maskina, una tarta o pastel de frutos secos.
- Massaban (المصبان) galleta marroquí típico de la ciudad de Asfé o Safí Masaban es un pastel de Marrueco hecho con la misma masa que la de las cuernas de gacelas ( Kâab Ghzal) pero su masa  es laminada más fina . Están rellenado de Almendras perfumado al azahar y cáscara de limón se suelen decorar de bombones de colores.
- Melloui es como el msemmen solo que en forma de círculo.
- Mhansha (محنشة), hojaldre relleno de almendras y recubierto de miel.
- Mjanfra (مخنفرة fr. mkhanfra) son como unos pancakes hechos de sémola,agua,levadura... cocinados en la sartén y se pueden acompañar con miel o chocolate.
- Msemmen son unos crêpes hechos de harina,sémola,aceite... suele tener muchas capas y se cocina en la sartén. Es muy típico en las meriendas diarias marroquíes y se acompaña con té,miel,queso o chocolate.
- Rghayef mâaslin (رغيف معسلين 'panecillo con miel') son unos dulces crujientes de masa filo o hojaldre, freídos,bañados en miel y decorados con almendras trituradas.
- Seffa
- Selu (سلو) o sfuf (سفوف), una pasta de harina, almendra y sésamo tostados, molidos y apelmazados con miel.
- Shebaquía (شباكية), una galleta de miel, canela, anís...
- Sfenj (إسفنج) o bini, una fruta de sartén similar a un donut.
- rziza son unos hilos hechos por una masa y se puede acompañar tanto por lo dulce o salado.
- grissat son panecillos de leche horneados y decorados con sésamo por arriba.
- halwat hilal son dulces hechos de mantequilla,harina,cacahuetes triturados... horneados y espolverizados con azúcar glass en forma de luna.
- azrabiya son como unos tipos de churros freídos y acompañados con miel o azúcar.
- santerr son unos dulces crujientes hechos de varias capas de masa freídas y bañadas en miel.
- krichlat achoura son unas galletas hechas de harina,anís,sésamo... horneadas.
- halwat richbond son unos dulces bañados en mermelada de albaricoque y bañados en ralladura de coco.
- maâmol o halwat tmar son unas galletas hechas de harinas, rellenas de pasta de dátiles y espolverizadas en azúcar glass.
- kika harcha es un bizcocho hecho de sémola,yogur... horneado y decorado con ralladura de coco.
- galete son galletas circulares decoradas con líneas de café y leche.
- halwa biyan son como unos polvorones hechos de cacahuetes triturados, harina,miel...
- halwat tabaqat es un dulce hecho por varias capas de bizcocho y decorada con chocolate fundido y nueces o alemndras o ralladura de coco.
- halwat khalit
- ghriba chahda
- ghriba couc
- halwat nacha
- halwat l boq
- halwat asabih
- halwat kawkak
- mouhallabia es un postre frío hecho de maícena y leche y decorado con pistachos o galletas trituradas.
- zaâzaâz es un postre de batido con frutas,sirope,frutos secos y a veces galletas.

## Galería

Repostería de Marruecos
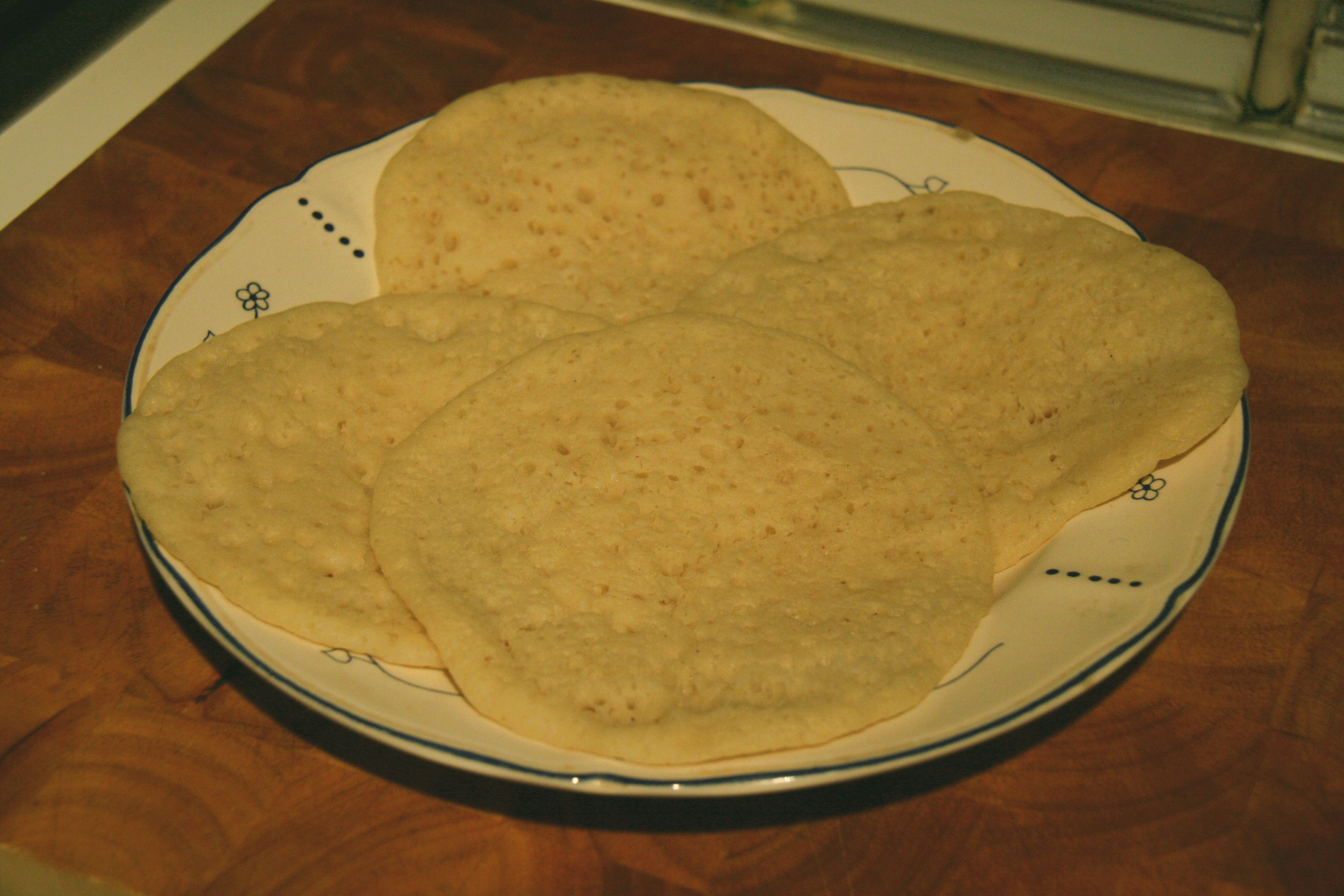
Beġrir
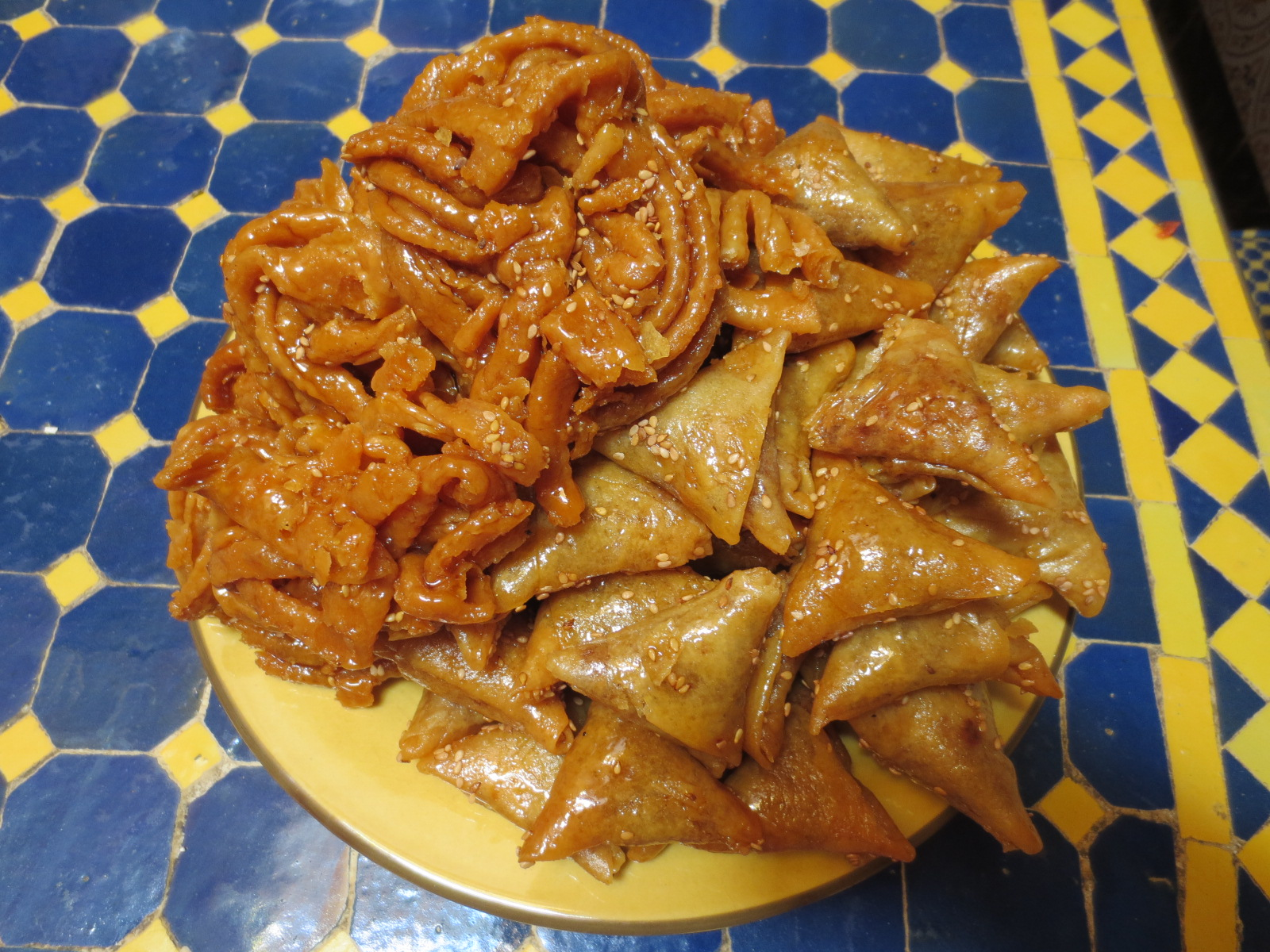
Shebaquía (izquierda) y brewat (derecha)
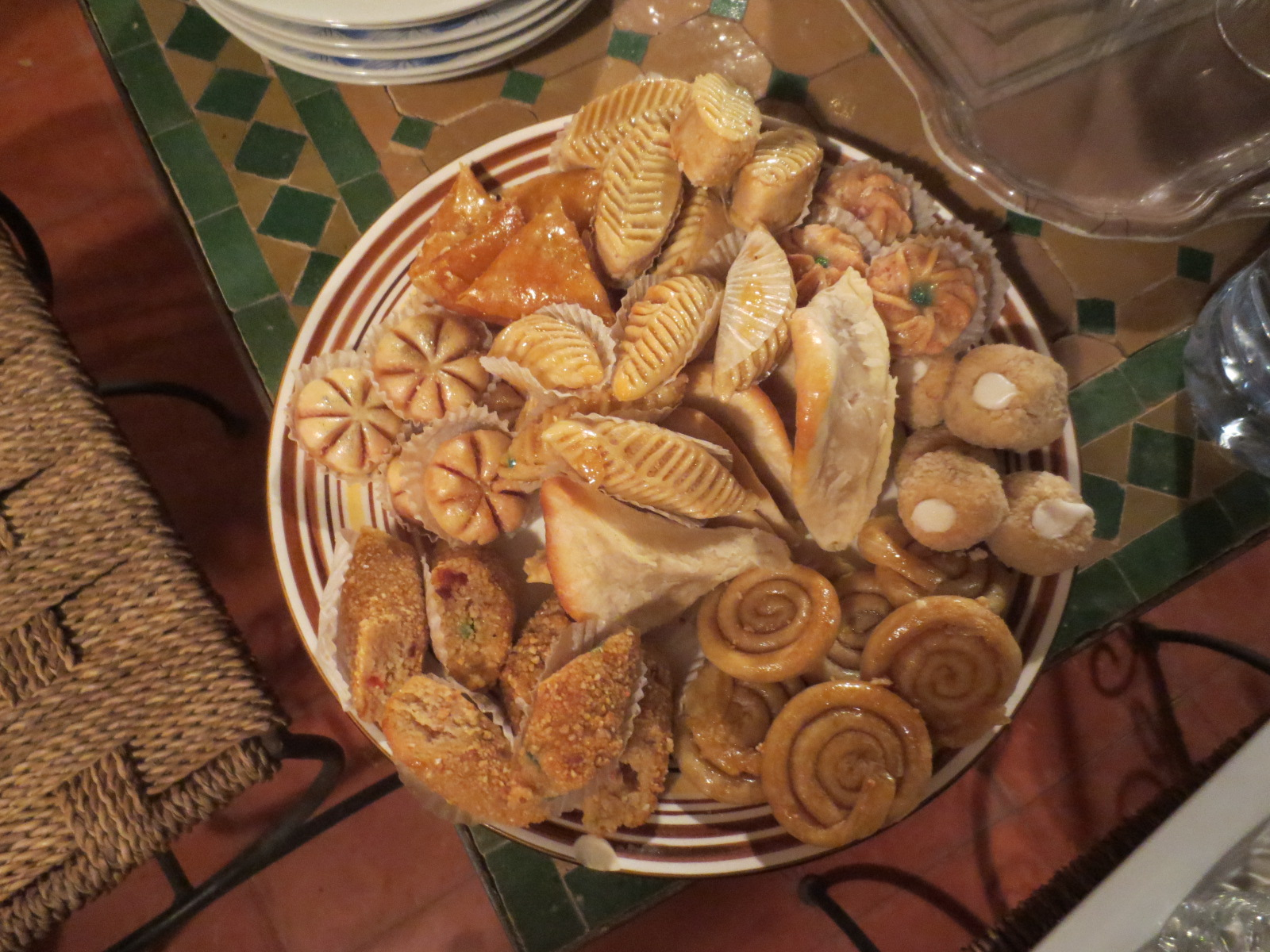
Surtido de kaab al-ġzal (arriba), feqqas y mhansha (en forma de caracol) entre otros
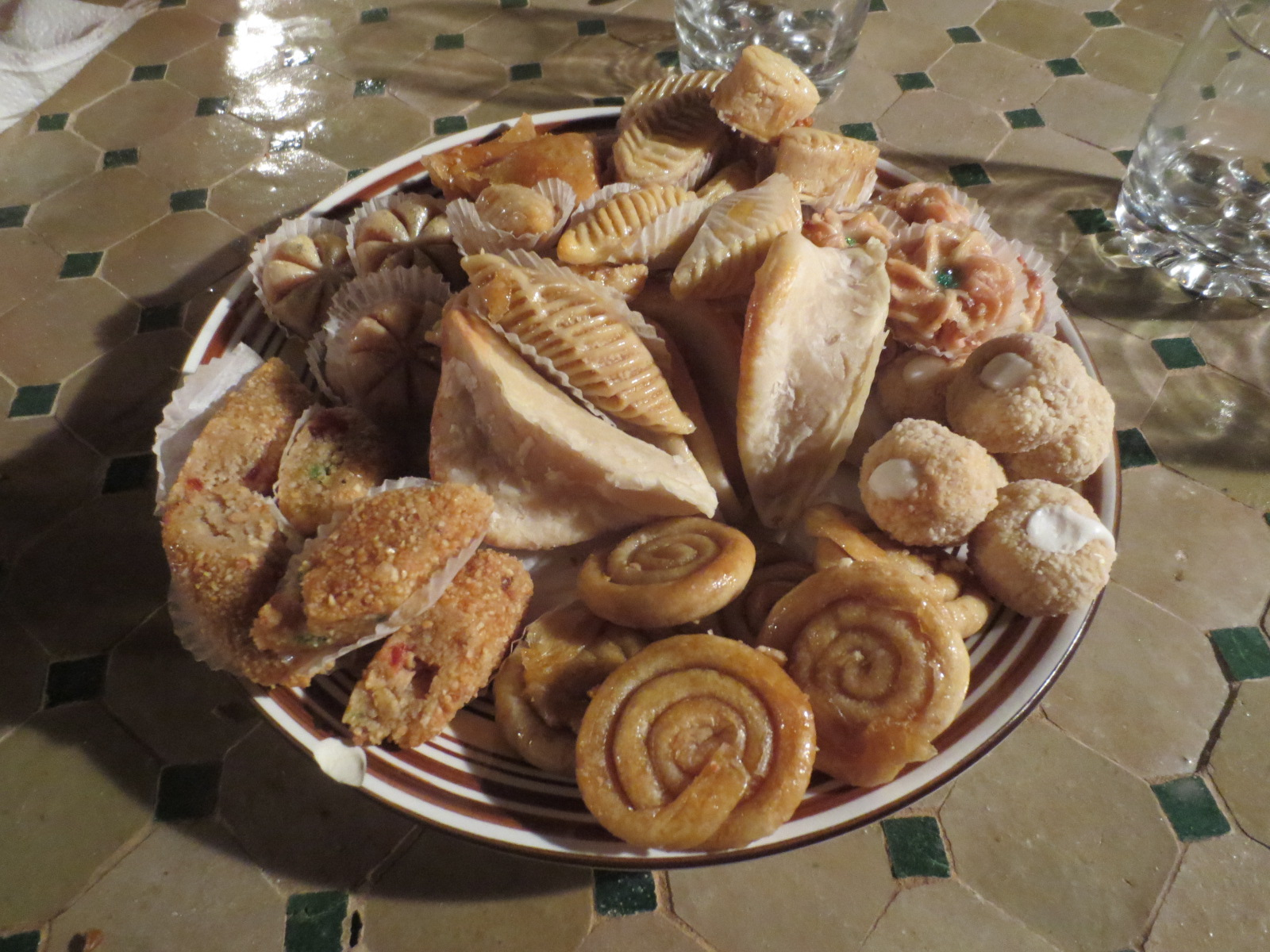
Surtido de postres marroquíes.
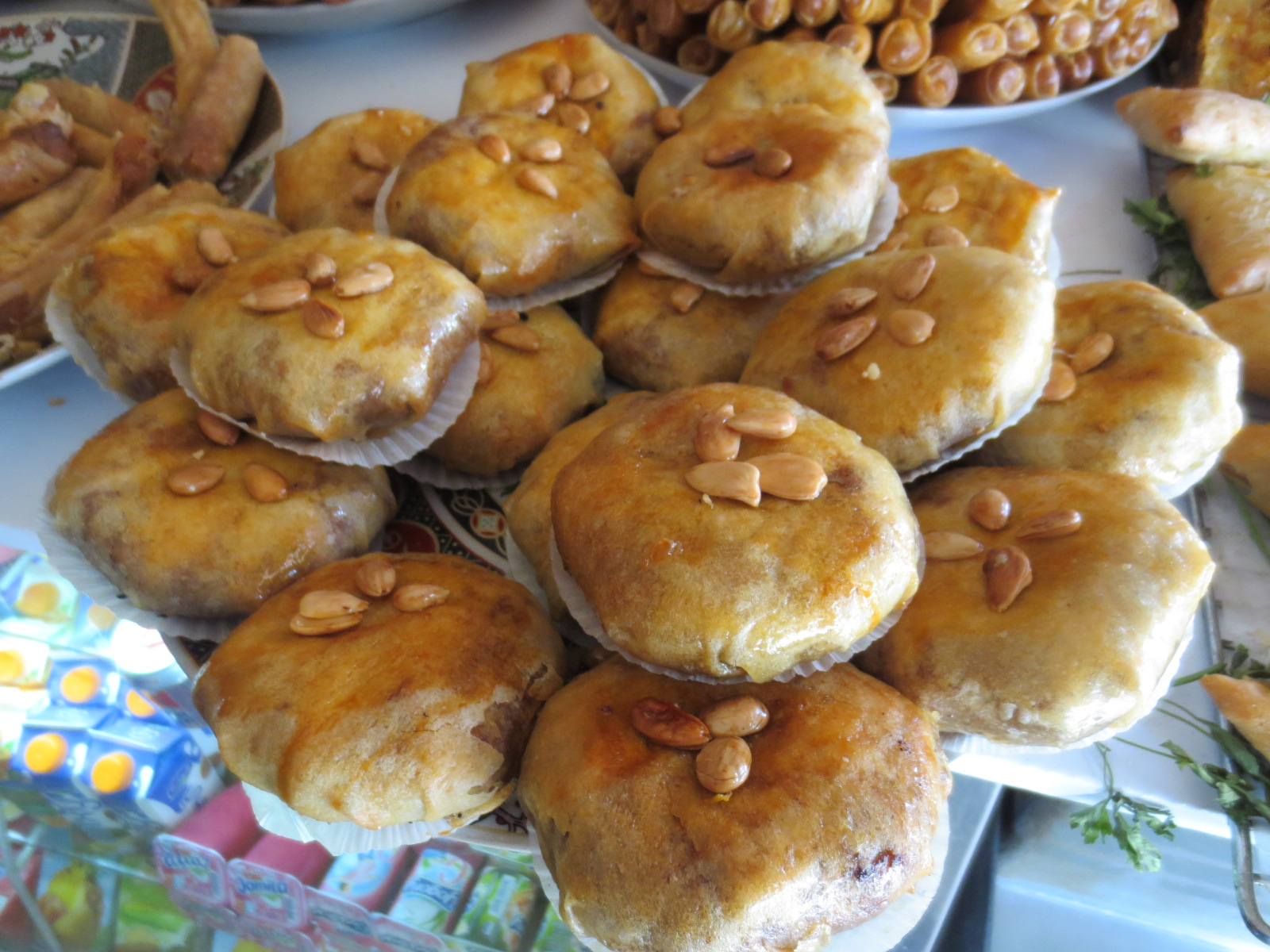
Pastelas
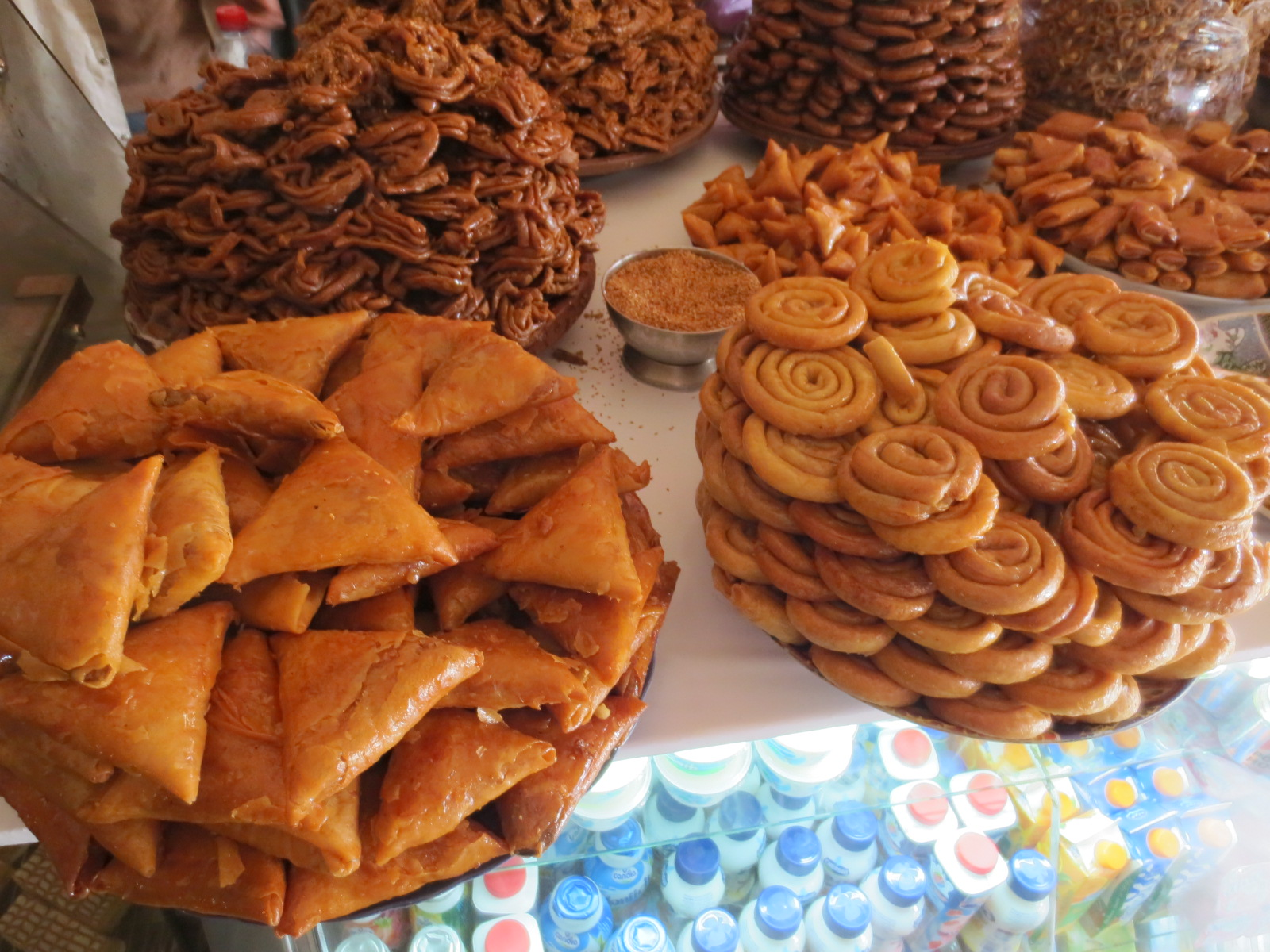
Los dulces marroquíes se suelen cubrir con miel
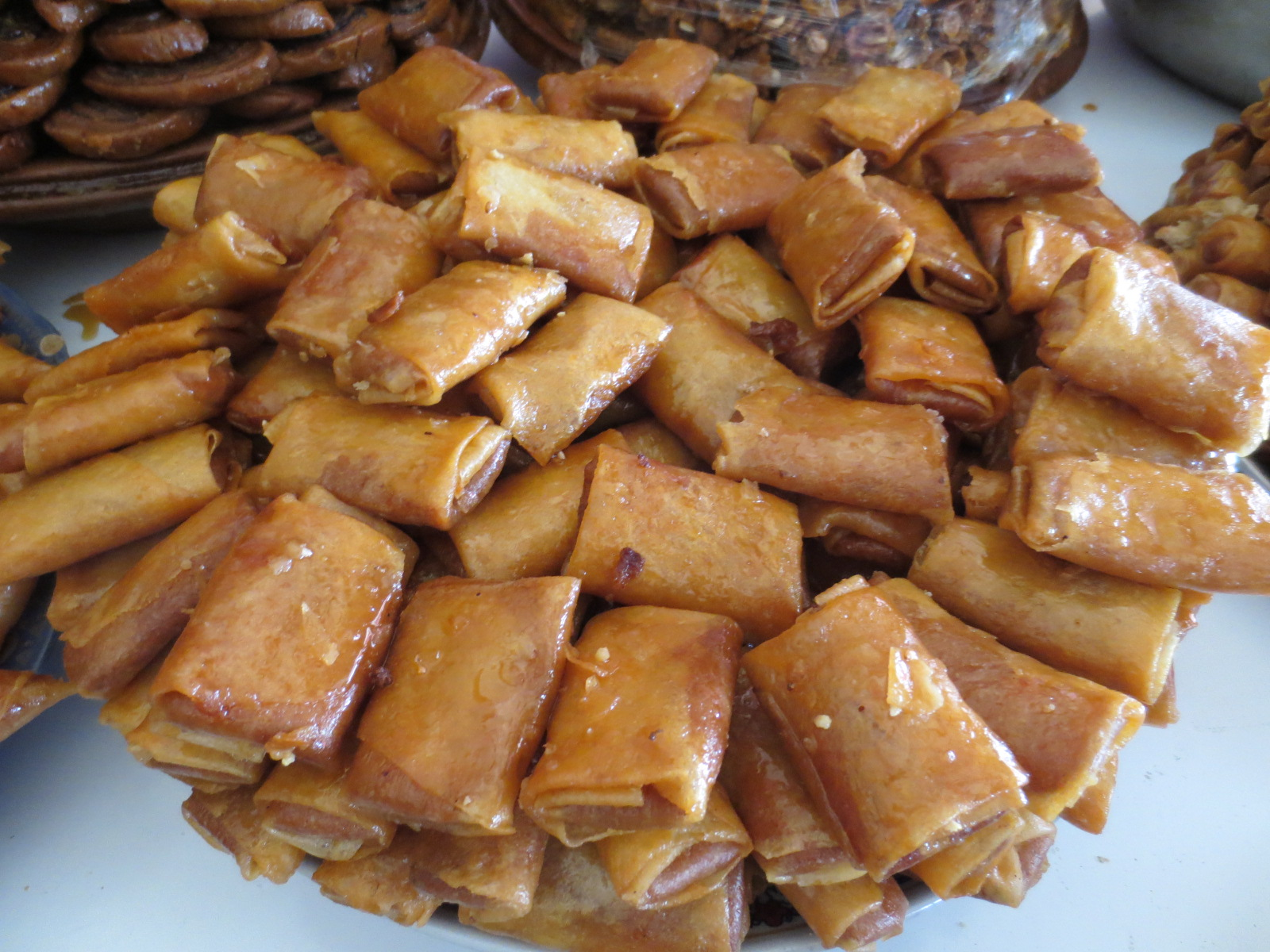
Baklava con forma rectangular
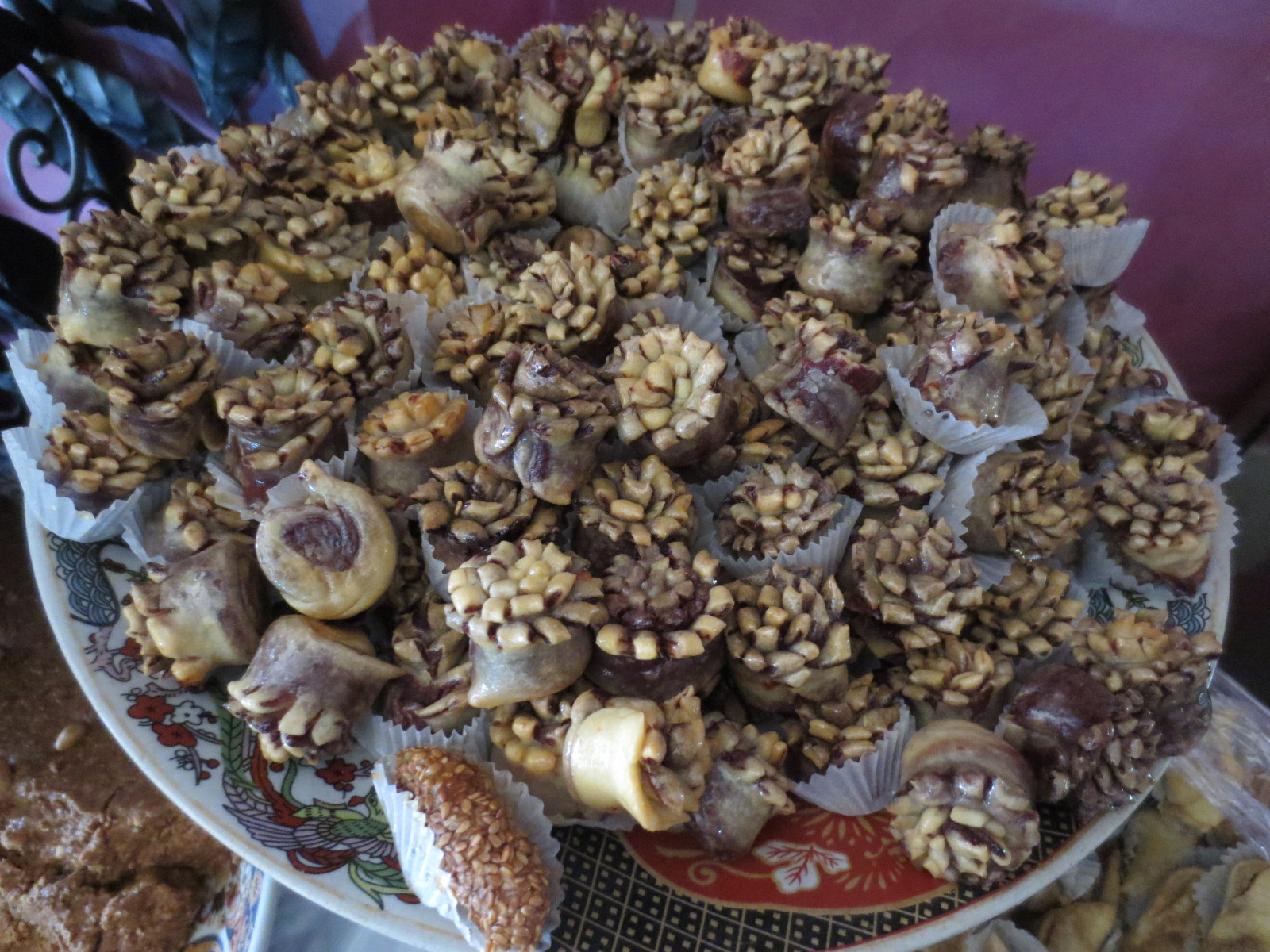
Los pasteles de almendras marroquíes pueden tomar muchas formas según la región, pero también según la creatividad del pastelero
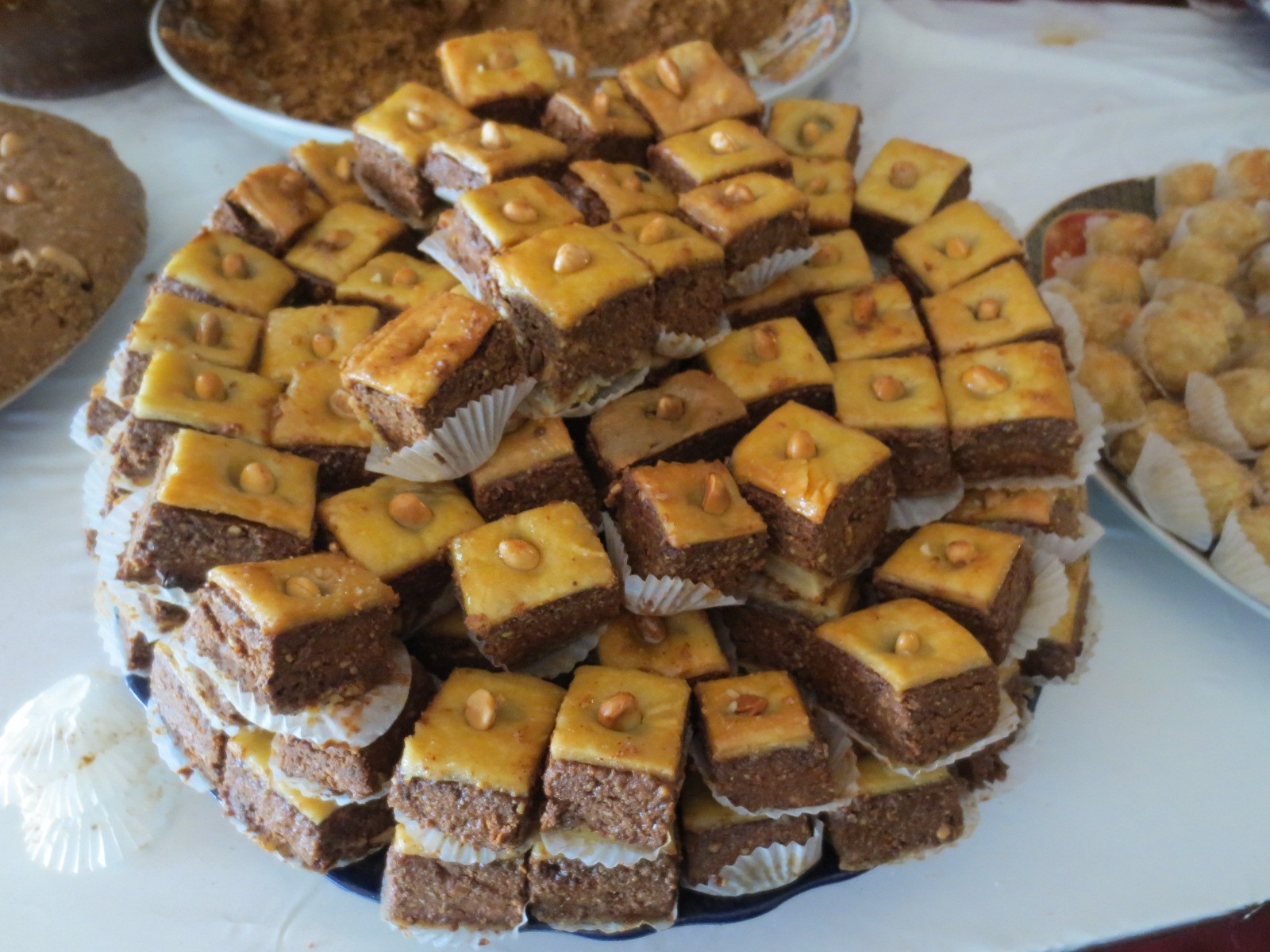
Baklava cortada en forma cuadrada
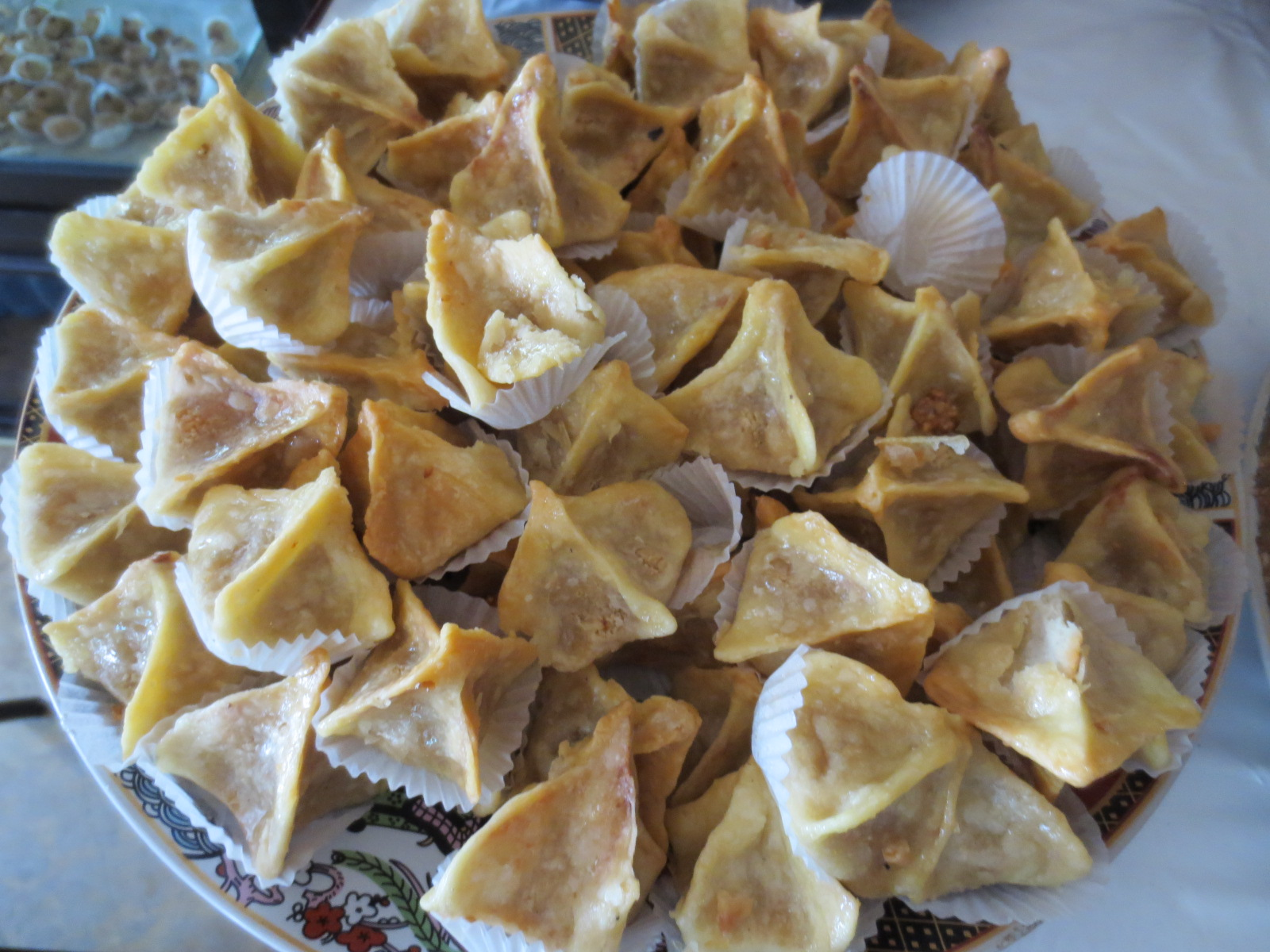
Pasteles de almendra
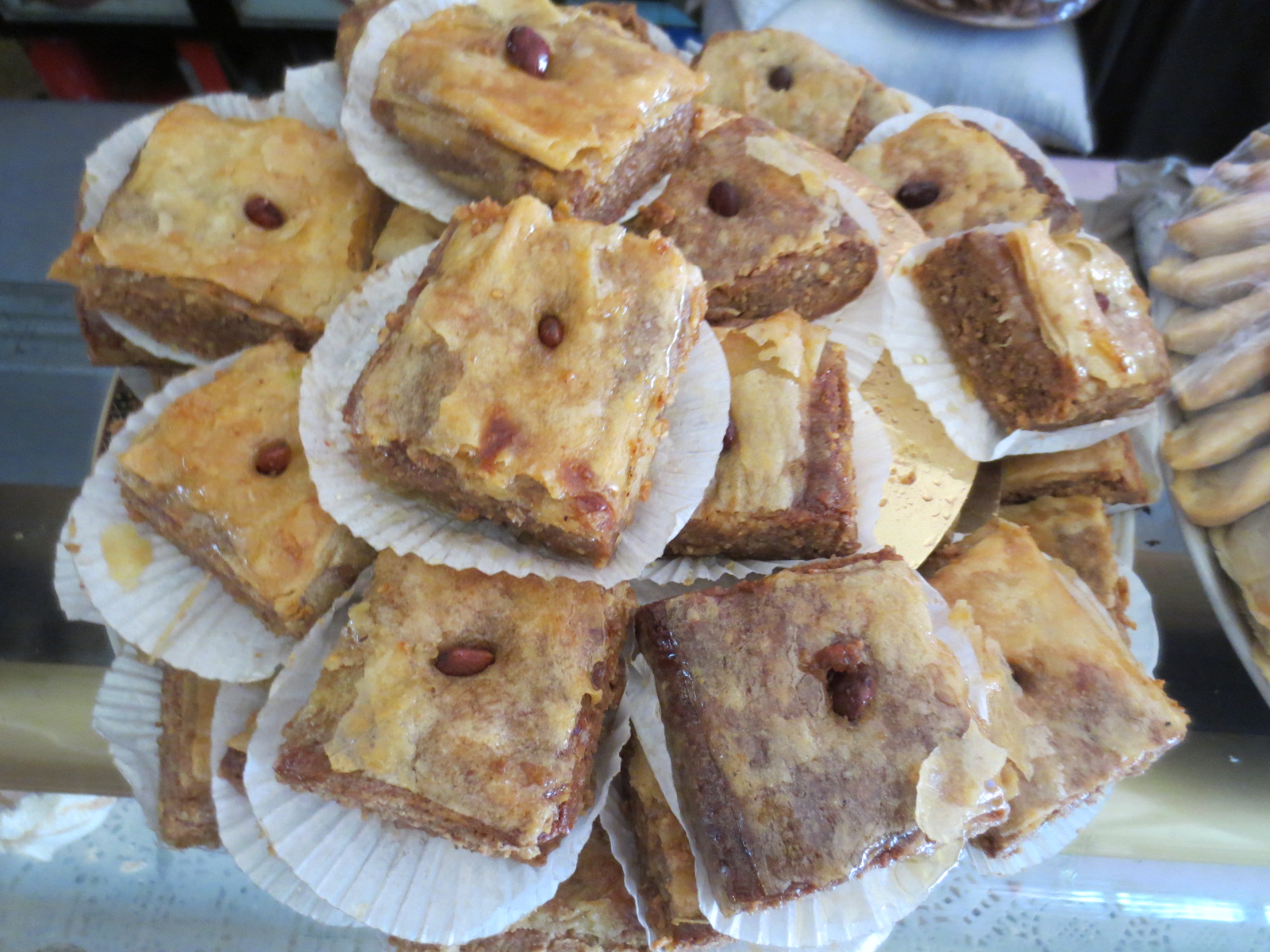
Baklavas
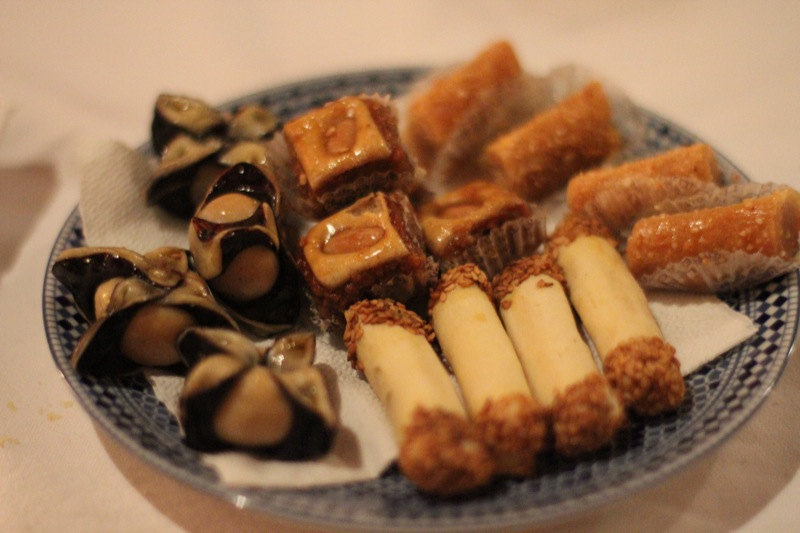
Surtido de pasteles de almendra
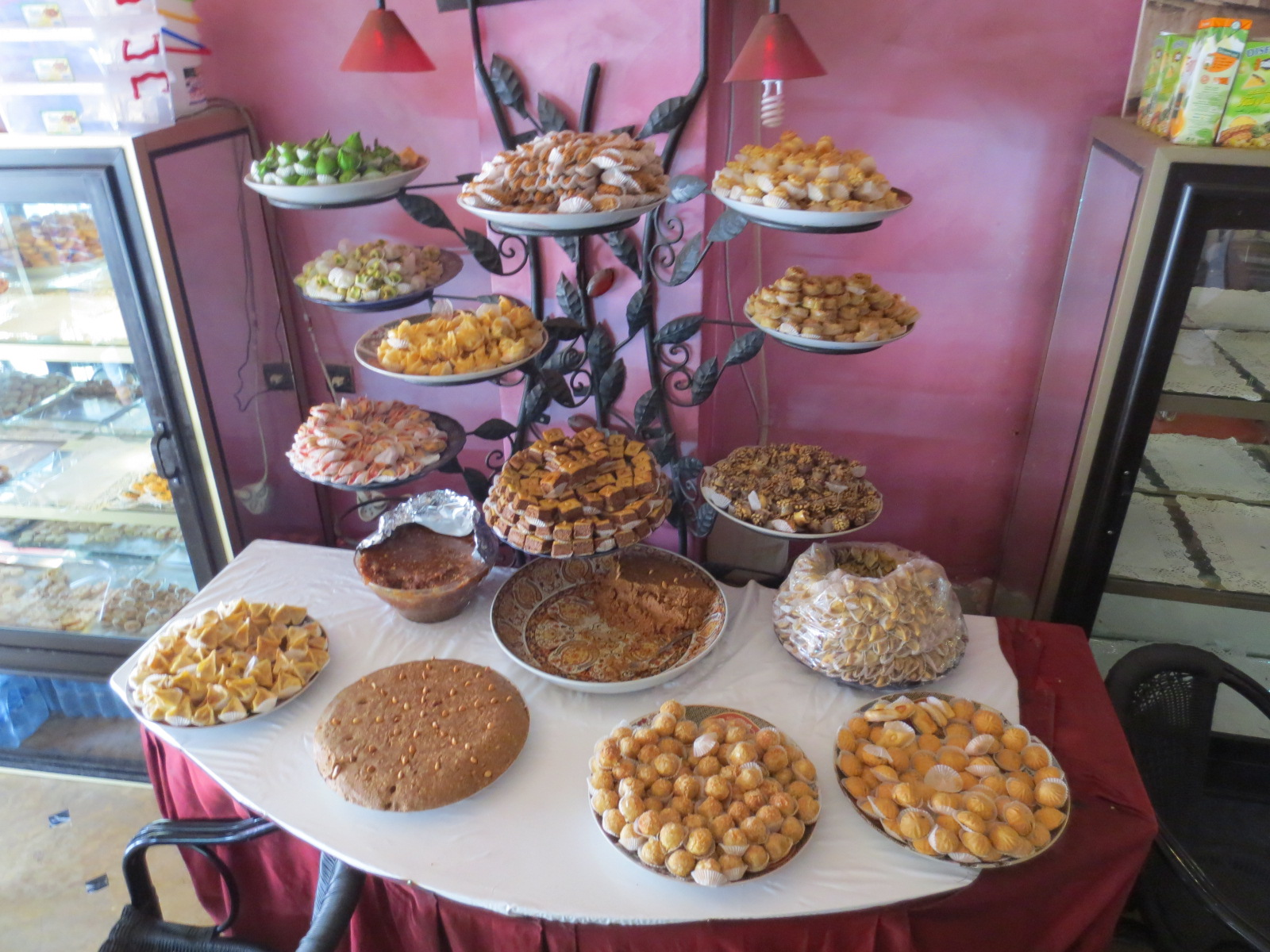
Selu(plato grande en el centro), con algunos tipos de grybia
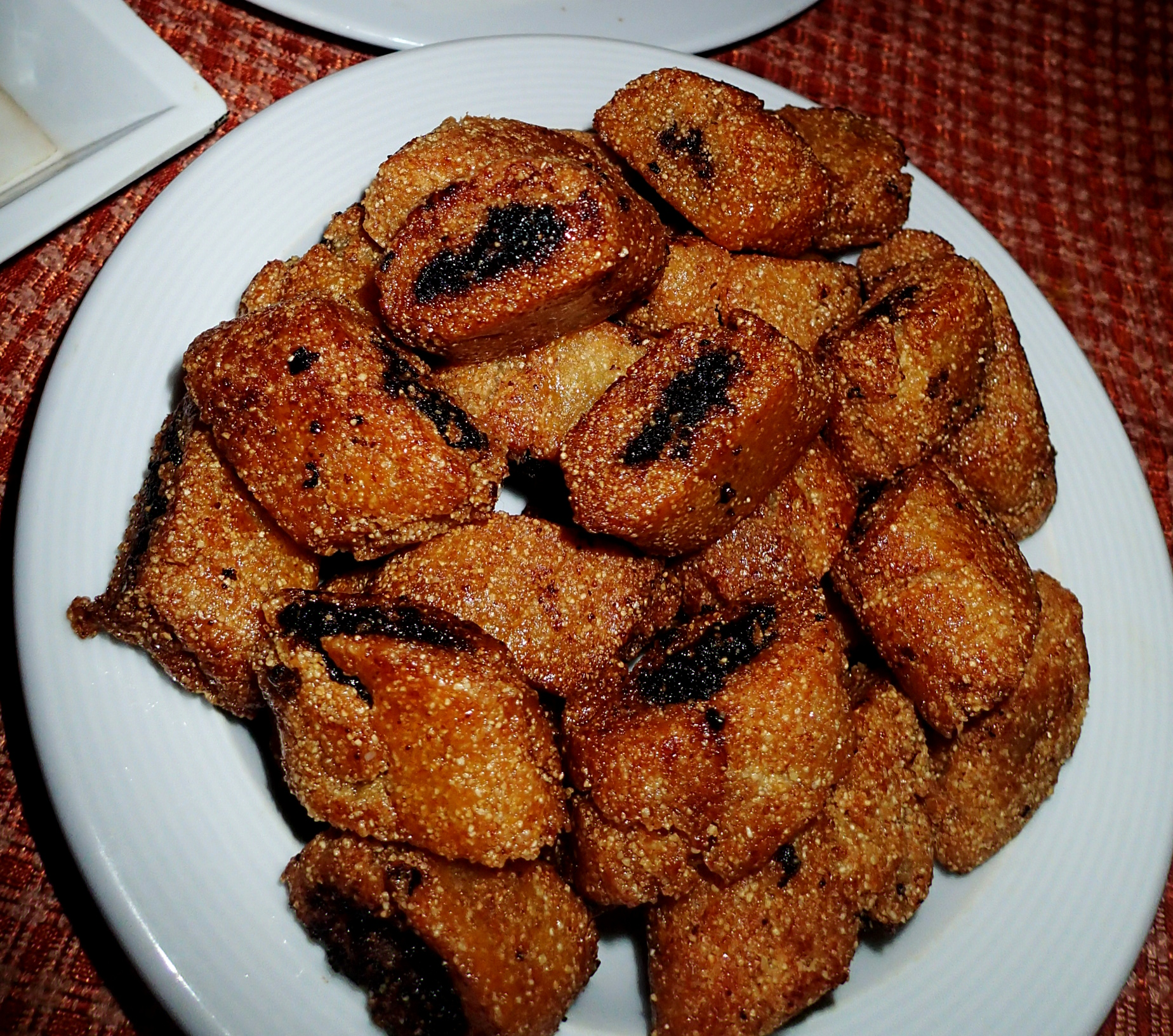
Makrud